# Laguépie

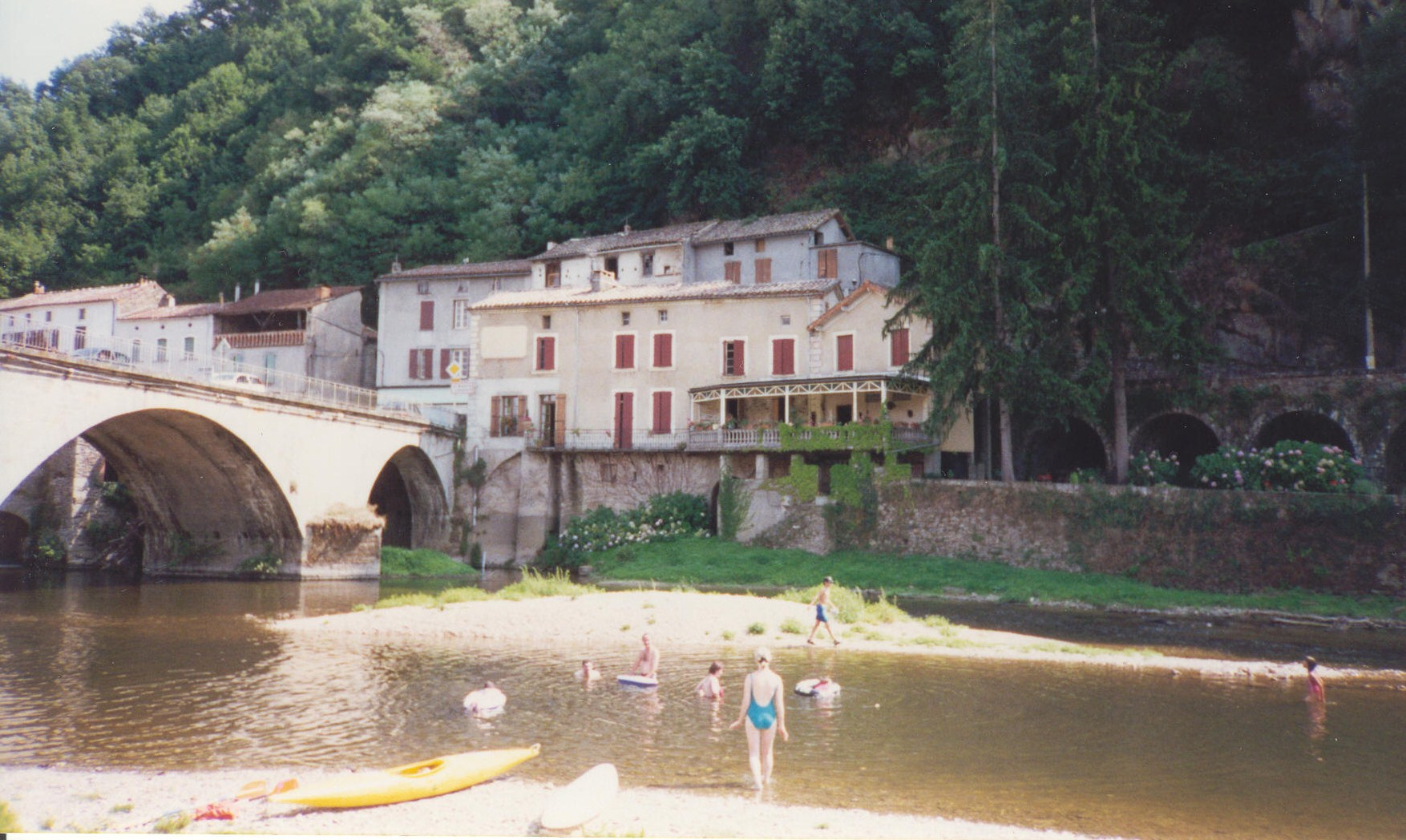
Riviertje Viaur bij Laguépie

Laguépie is een gemeente in het Franse departement Tarn-et-Garonne (regio Occitanie) en telt 720 inwoners (1999). De plaats maakt deel uit van het arrondissement Montauban.

## Geografie
De gemeente ligt aan de samenvloeiing van de Viaur en de Aveyron. 
De oppervlakte van Laguépie bedraagt 14,8 km², de bevolkingsdichtheid is 48,6 inwoners per km².

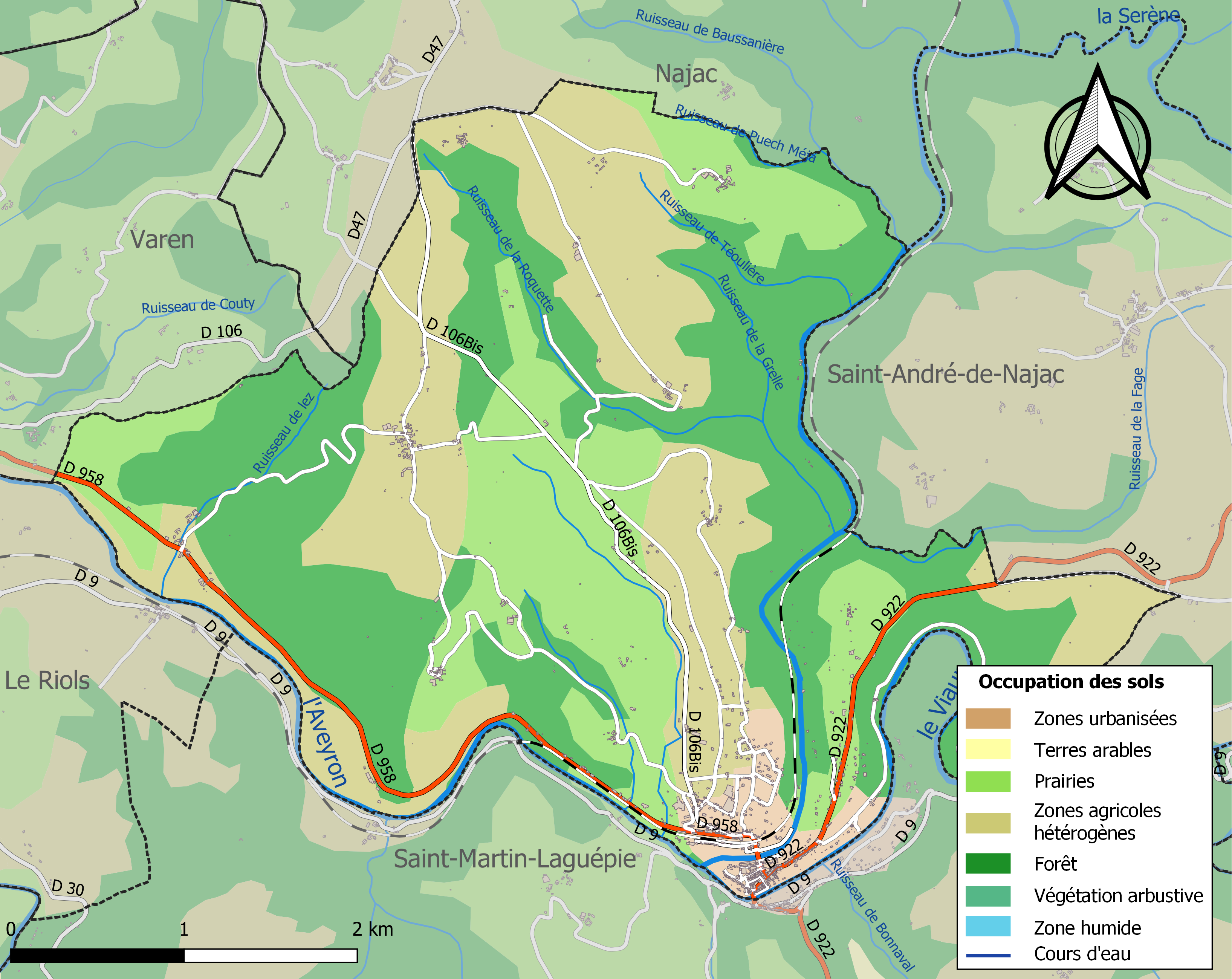
Kaart van de gemeente met de belangrijkste infrastructuur, bodemgebruik en omliggende gemeenten

## Demografie
Onderstaande figuur toont het verloop van het inwonertal (bron: INSEE-tellingen).